# Guido Onor
Guido Onor (né le 20 juin 1948 à Arona au Piémont) est un joueur de football italien, qui jouait au poste de défenseur.

## Biographie
Lors de sa première saison professionnelle, lors de la saison de Serie A 1967-1968, il joue en tout 2 matchs sous le maillot de la Juventus (dont le premier le 21 janvier 1968 lors d'un nul 0-0 contre Mantoue).
Il joue en tout durant sa carrière 130 matchs de Serie B sous les couleurs de la SS Lazio, de Monza, de Livourne et de Mantoue, remportant notamment le championnat de D2 avec la Lazio lors de la saison 1968-1969.

## Palmarès
Lazio
- Championnat d'Italie D2 (1) :
  - Champion : 1968-69.